# Dorsal de Juan Fernández

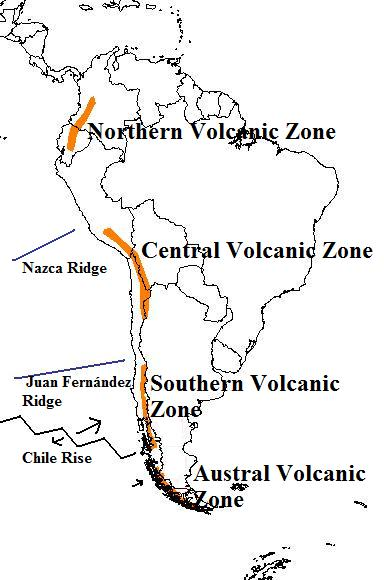
Mapa del Cinturó volcànic dels Andes i les estructures subduïdes que produeixen el vulcanisme.

La dorsal de Juan Fernández és una dorsal o serralada volcànica de monts marins a la placa de Nazca. S'estén en direcció est-oest des del punt calent (hotspot) de l'arxipèlag de Juan Fernández fins a la fossa de Perú-Xile a una latitud de 33° S a prop de Valparaíso.
Les illes de Juan Fernández són els únics monts marins de la dorsal oceànica que sobresurten a la superfície. Té una llargària de 800 km i és perpendicular a la costa central de Xile.
Consta de dos segments volcànics separats uns 400 km però units en la seva base situada a 3.900 m de profunditat. El segment més oriental o grup anomenat de Pasqua és a 120 km a l'oest de la divisòria de plaques i el formen les muntanyes submarines d'O'Higgins (conjunt de guyots, carenes i turons submarins). El segment occidental és format per una carena gairebé contínua des del mont marí Gamma fins al mont marí Domingo. Inclou 22 muntanyes submarines que se sobreposen les unes a les altres. La majoria s'alcen més de 1.000 m. sobre el fons marí.

## Vulcanisme
La dorsal de Juan Fernández s'ha format per l'activitat d'una ploma de mantell profunda i estacionària. Els materials (lava) que afloren dins l'oceà provenen del mantell. Això no obstant, les dades d'estudis radiomètrics realitzats a la zona indiquen la presència de vulcanisme des de fa 3 milions d'anys al mateix lloc. Aquests estudis posen en qüestió que l'origen de les illes i monts marins sigui una ploma profunda i apunta cap a nous interrogants que expliquin els mecanismes d'ascens i evolució magmàtica en etapes més tardanes.

## Sismicitat
El tipus i la distribució de la sismicitat a la zona, apunten cap a un sistema de falla normal que s'estén al mantell litosfèric i que està molt directament relacionat amb les fractures de direcció paral·leles a la carena ja estudiades de fa temps. El 9 d'abril de 2001 es va registrar un terratrèmol de Mw 6,7 a la costa xilena (33 °S) a la vora de la intersecció de la dorsal i la fossa entre plaques, seguit de nombroses rèpliques que es van detectar a totes les estacions sismològiques de la regió. El moment indica l'existència d'un focus tensionat, segons el model CMT (Global Centroid-Moment-Tensor) de Harvard. La modelització i l'ona sísmica van revelar que la major magnitud i intensitat del xoc partien d'una profunditat pròxima als 10-12 km, amb rèpliques entre 10 i 30 km de profunditat.

## Interès pesquer
Les muntanyes submarines (dorsals oceàniques) i les illes oceàniques són l'hàbitat d'una àmplia comunitat de peixos demersals i pelàgics que no proliferen en l'oceà obert. Són llocs on l'abundància d'ous i larves contribueix a l'enriquiment d'ictioplàncton de les aigües oceàniques adjacents. Larves i juvenils d'espècies epipelàgiques com els sorells i les tonyines, poden també alimentar-se a les zones nerítiques de les illes per aprofitar-ne l'alta productivitat.